# Ford Motor Company
Ford Motor Company este o corporație multinațională americană situată pe locul cinci în lume la producția de automobile (2012). În 2006, s-a clasat pe locul doi în SUA la producția de automobile cu o cotă de 17,5% în spatele General Motors care a avut 24,6% cotă dar înaintea companiei Toyota 15.4% și a companiei DaimlerChrysler 14,4%. Ford s-a clasat de asemenea pe locul șapte în topul celor mai mari companii din SUA cu venituri de aproximativ $160,1 miliarde. În 2006, Ford a produs aproximativ 6,6 milioane de automobile și a avut 280.000 de angajați în aproximativ 100 de fabrici și alte facilități din întreaga lume. Compania a vândut 5,3 milioane de mașini în anul 2010, cu 771.000 mai multe decât în anul 2009.
Având sediul în Deaborn, Michigan, o suburbie a orașului Detroit, producătorul de automobile a fost fondat de către Henry Ford în anul 1903. De-a lungul timpului Ford a înglobat multe alte firme cum ar fi: Lincoln și Mercury în SUA, Jaguar și Land Rover în Marea Britanie sau Volvo în Suedia. Ford deține de asemenea și 30% din Mazda.
Ford a fost tot timpul în top zece cele mai mari companii din lume în funcție de venituri iar în anul 1999 a fost printre cele mai profitabile companii din lume, și al doilea cel mai mare producător de automobile din lume.
Ford a introdus diferite metode de producere în masă a automobilelor și managementul în masă a unei forțe de muncă industriale, în special producția pe bandă rulantă a automobilelor. Combinația lui Henry Ford de fabrici eficiente, muncitori bine plătiți și prețuri mici a revoluționat lumea automobilelor iar acest proces a fost cunoscut sub numele de "fordism".

## Istorie
Ford s-a lansat într-o fabrică modificată în 1903 cu 28.000 de dolari de la doisprezece investitori, în special de la John Francis Dodge și Horace Elgin Dodge care mai târziu au fondat "Compania de automobile a fraților Dodge". În timpul anilor de pionierat, compania a produs numai câteva bucăți de Ford T Model pe zi într-o fabrică pe Bulevardul Mack din Detroit, Michigan. Grupuri de câte doi-trei oameni munceau la fiecare automobil, de la componente până la comenzile de la alte companii. Henry Ford a avut 40 de ani când a înființat compania Ford, care va avea să devină una dintre cele mai mari și mai profitabile companii din lume, de asemenea fiind și printre puținele companii care au supraviețuit Marii Depresiuni. Ford este cea mai mare companie din lume aparținând unei singure familii, fiind în managementul familiei Ford de mai bine de 100 de ani.

## Corporate Governance
Membrii consiliului de administrație începând cu 2007 sunt: Mike Goulet, Richard Manoogian, Stephen Butler, Ellen Marram, Kimberly Casiano, Alan Mulally, Edsel Ford II, Homer Neal, William Clay Ford, jr, Jorma Ollila, Irvine Hockaday, Jr, John L. Thornton și William Clay Ford. Principalele divizii sunt: Lewis Booth Executive Vice President la Premier Automotive Group și la Ford Europa; Mark Fields Executive Vice President la Ford Americas; Donat Leclair Executive Vice President și Chief Financial Officer; Mark A. Schulz Executive Vice President și President la Operațiuni Interne și Michael E. Bannister Group Vice President la Ford Motor Credit.

## Modele

### În America

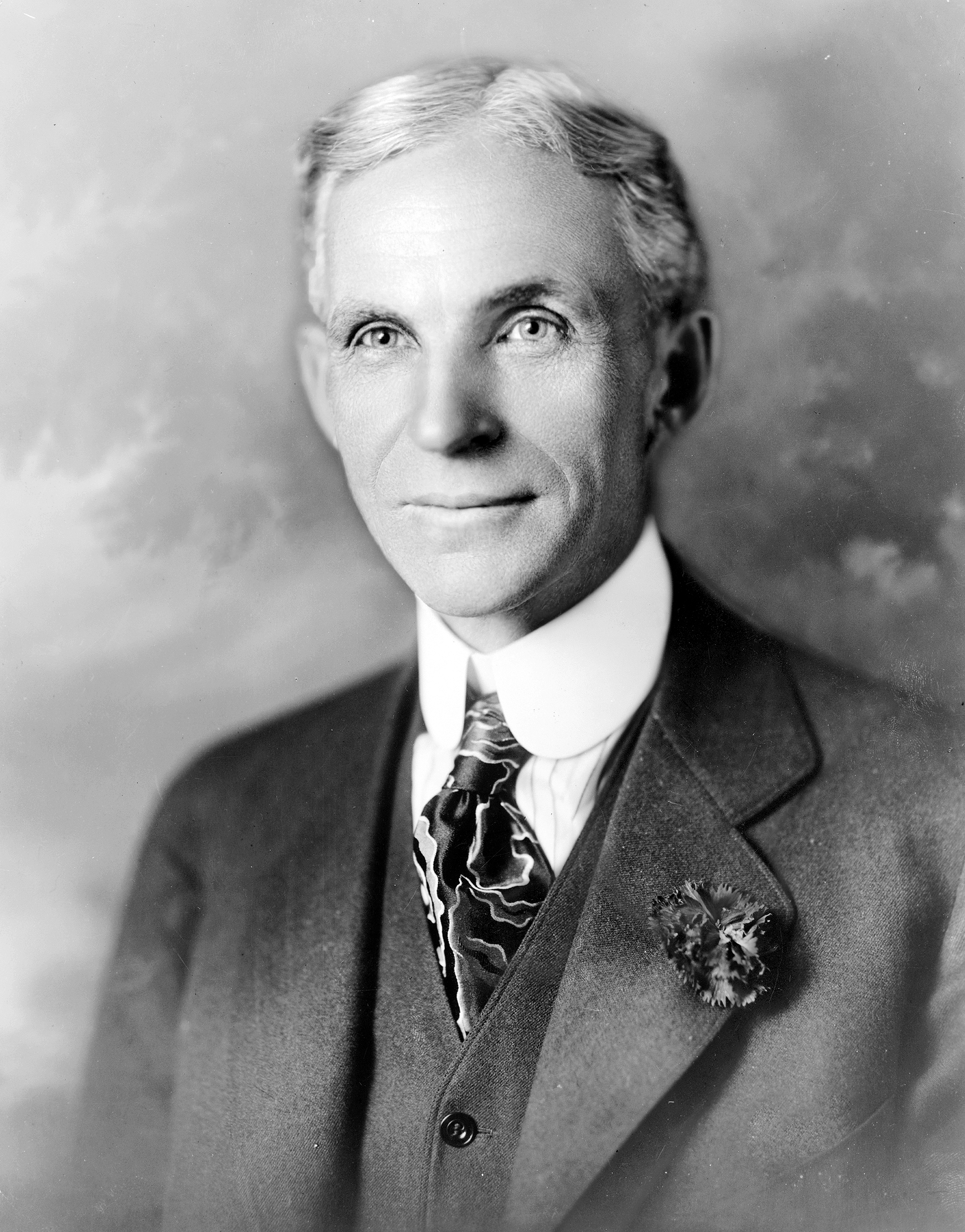
Henry Ford (ca. 1919)

- Ford Bronco (1965–1996, 2021–prezent)
- Ford Contour (1994–2000)
- Ford Crown Victoria, anterior LTD (1991–2011)
- Ford E (serie) (1960–prezent)
- Ford Edge (2006–prezent)
- Ford Escape (2000–prezent)
- Ford Excursion (1999–2005)
- Ford Expedition (1996–prezent)
- Ford Explorer (1990–prezent)
- Ford F-150 (1948–prezent)
- Ford F-250/F-350/F-450/F-550/F-600 (1998–prezent)
- Ford Flex (2008–2019)
- Ford Fusion (2005–2020)
- Ford GT (2004–2006, 2016–2022)
- Ford Mustang (1964–prezent)
- Ford Ranger (1982–2011)
- Ford Taurus (1985–2019)

### În Europa

#### Modele actuale
- Ford EcoSport (2014–prezent)
- Ford Explorer (1990–prezent)
- Ford Focus (1998–prezent)
- Ford Kuga (2008–prezent)
- Ford Mustang (2015–prezent)
- Ford Mustang Mach-E (2021–prezent)
- Ford Puma (2019–prezent)
- Ford Puma ST (2020–prezent)[3]
- Ford Ranger (2012–prezent)
- Ford Ranger Raptor (2019–prezent)
- Ford Tourneo Connect (2002–prezent)
- Ford Tourneo Custom (2012–prezent)
- Ford Transit Connect (2002–prezent)
- Ford Transit Courier (2014–prezent)
- Ford Transit Custom (2012–prezent)
- Ford E-Transit Custom (2023–prezent)
- Ford Transit (1965–prezent)
- Ford E-Transit (2022–prezent)

#### Modele anterioare
- Ford B-Max (2012–2017)
- Ford C-Max (2003–2019)
- Ford Grand C-Max (2010–2019)
- Ford Cougar (1998–2002)
- Ford Edge (2016–2021)[4]
- Ford Fiesta (1976–2023)[5]
- Ford Fusion (2002–2012)
- Ford Galaxy (1995−2023)
- Ford Ka (1996–2021)
- Ford Mondeo (1992–2022)
- Ford Puma (1997–2002)
- Ford S-Max (2006–2023)

## Ford în România
În 21 martie 2008 Ford a preluat oficial Automobile Craiova, promițând o investiție de 700 de milioane de USD în decurs de patru ani și angajarea a 9.000 de oameni.
În ianuarie 2010, Ford a realizat un împrumut în valoare de 400 milioane euro de la Banca Europeană de Investiții, garantat de statul român în proporție de 80%
Creditul va fi folosit pentru cofinanțarea unui proiect de dezvoltare a unui motor cu emisii reduse de dioxid de carbon și a producției ulterioare la uzina din Craiova. Începuturile Ford Motor Company, fondată în 1903, și-a început relațiile cu România în anul 1928, atunci când Andrei Popovici, secretarul Legației Române la Washington, îi decernează lui Henry Ford un înalt ordin al Casei Regale ca “binefăcător al omenirii, pentru dezvoltarea industriei, a relațiilor sociale și internaționale”. 
În 1931, Ford deschide o firmă de vânzări în România, iar un an mai târziu, în 1932, Guvernul României comunică filialei Ford din Anglia (care patrona firma din România) disponibilitatea de a deschide la București o linie de asamblare..
Producția de automobile la Uzina Ford din Craiova a început pe 8 septembrie 2009, însă într-un ritm foarte scăzut, cu aproximativ 10 automobile pe zi, producând până la sfârșitul lui 2009 aproximativ 1.000 de unități.
În martie 2015, Curtea de Conturi a cerut amendarea Ford cu 14 milioane de euro pentru nerespectarea contractului de privatizare. Ford nu a atins obiectivul ca 60% din componentele modelului B-Max să fie produse în România și nici ținta de producție de 60.000 de automobile, asumate în contractul de privatizare.